# Cmentarz żydowski w Skaryszewie
Cmentarz żydowski w Skaryszewie – kirkut mieści się na terenie zwanym "za górki". Idzie się do niego drogą do Bogusławic, a następnie drogą polną. Nekropolia powstała po 1862 na działce zakupionej od niejakiego Czapczyńskiego. Nie ma obecnie żadnego śladu po kirkucie. Cmentarz ma powierzchnię 1 ha.